# Duca di Clarence
Duca di Clarence è un titolo che è stato tradizionalmente assegnato a membri minori della nobiltà inglese e ad alcuni appartenenti alla famiglia reale britannica. 
Le prime tre creazioni risalgono al Regno d'Inghilterra, la quarta al Regno di Gran Bretagna e la quinta al Regno Unito. Dopo l'Unione delle Corone nel 1603, al titolo vennero aggiunti nomi di origine scozzese: St Andrews e Avondale.

## Storia

### Duca di Clarence

#### Prima creazione (1362)
Il titolo trae origine dalla città di Clare, nel Suffolk, che era di proprietà del primo duca di Clarence, Lionello. Essa venne portata in dote a Lionello da sua moglie, Elisabetta de Burgh, quarta contessa di Ulster e discendente diretta dei precedenti proprietari, la famiglia De Clare. Il titolo venne concesso per la prima volta a Lionello Plantageneto, terzo figlio del re Edoardo III d'Inghilterra, nel 1362. Dal momento che morì senza figli maschi, il titolo si estinse. 
| Immagine | Nome                  | Nascita          | Consorte                                                  | Inizio della detenzione del titolo | Morte           | Note                                                                         | Blasone             |
| -------- | --------------------- | ---------------- | --------------------------------------------------------- | ---------------------------------- | --------------- | ---------------------------------------------------------------------------- | ------------------- |
|          | Lionello Plantageneto | 29 novembre 1338 | Elisabetta de Burgh (1352-1363); Violante Visconti (1368) | 1362                               | 17 ottobre 1368 | Terzo figlio di Edoardo III d'Inghilterra. Morì senza discendenza legittima. | Blasone di Lionello |

#### Seconda creazione (1412)
Il titolo è stato nuovamente creato a favore di Tommaso Plantageneto, il secondo figlio del re Enrico IV d'Inghilterra, nel 1412. Anche alla sua morte, avvenuta senza prole legittima, il titolo si estinse. 
| Immagine | Nome                 | Nascita | Consorte         | Inizio della detenzione del titolo | Morte         | Note                                                                         | Blasone            |
| -------- | -------------------- | ------- | ---------------- | ---------------------------------- | ------------- | ---------------------------------------------------------------------------- | ------------------ |
|          | Tommaso Plantageneto | 1388    | Margaret Holland | 1412                               | 22 marzo 1421 | Secondo figlio di Enrico IV d'Inghilterra. Morì senza discendenza legittima. | Blasone di Tommaso |

#### Terza creazione (1412)
L'ultima creazione nel Regno d'Inghilterra fu per Giorgio Plantageneto, fratello del re Edoardo IV, nel 1461. 
| Immagine                                                                                               | Nome                 | Nascita         | Consorte         | Inizio della detenzione del titolo | Morte            | Note | Blasone            |
| --- | -------------------- | --------------- | ---------------- | ---------------------------------- | ---------------- | --- | ------------------ |
| | Giorgio Plantageneto | 21 ottobre 1449 | Isabella Neville | 1461                               | 18 febbraio 1478 | Terzo figlio maschio di Riccardo Plantageneto, III duca di York e fratello di Edoardo IV d'Inghilterra e di Riccardo III d'Inghilterra. | Blasone di Tommaso |
| Il duca perse il suo titolo nel 1478, dopo essere stato condannato per tradimento contro suo fratello. |                      |                 |                  |                                    |                  | |                    |

Una quarta creazione venne progettata per essere conferita a Lord Guilford Dudley, marito di Jane Grey, dopo la sua incoronazione. Tuttavia la regina venne deposta e in seguito fatta giustiziare dalla cugina Maria I d'Inghilterra prima che il progetto venisse attuato.

### Duca di Clarence e St Andrews (1789)
La creazione successiva (duca di Clarence e St. Andrews) avvenne nel 1789 per l'allora principe Guglielmo, terzo figlio di re Giorgio III del Regno Unito. Quando il principe succedette al fratello sul trono nel 1830, il ducato si fuse con la corona.
| Immagine                                                                                                 | Nome                         | Nascita        | Consorte                       | Inizio della detenzione del titolo | Morte          | Note                                             | Blasone |
| --- | ---------------------------- | -------------- | ------------------------------ | ---------------------------------- | -------------- | ------------------------------------------------ | ------- |
| | Guglielmo Enrico di Hannover | 21 agosto 1765 | Adelaide di Sassonia-Meiningen | 1789                               | 20 giugno 1837 | Terzo figlio del re Giorgio III del Regno Unito. |         |
| Guglielmo Enrico ascese al trono inglese nel 1830 con il nome Guglielmo IV; il titolo tornò alla Corona. |                              |                |                                |                                    |                |                                                  |         |

### Conte di Clarence (1881)
Il titolo prese anche lo status di conte per il figlio della regina Vittoria il Principe Leopoldo, duca di Albany e per suo figlio il principe Carlo Edoardo, per i quali la contea Clarence rappresentò un titolo sussidiario.
- Leopoldo, duca di Albany (1853-1884), quarto figlio della regina Vittoria del Regno Unito, fu creato Conte di Clarence
- Carlo Edoardo di Sassonia-Coburgo-Gotha (1884-1954), figlio postumo del primo conte, ebbe i suoi titoli britannici sospesi nel 1919 per aver dichiarato guerra alla Gran Bretagna.

### Duca di Clarence e Avondale (1890)
La creazione più recente (duca di Clarence e Avondale) avvenne per il principe Alberto Vittorio, duca di Clarence e Avondale, il figlio maggiore di Edoardo VII del Regno Unito. Il duca morì di polmonite nel 1892 e di nuovo il titolo si estinse.
| Immagine | Nome                                       | Nascita        | Consorte     | Inizio della detenzione del titolo | Morte           | Note                                                                            | Blasone |
| -------- | ------------------------------------------ | -------------- | ------------ | ---------------------------------- | --------------- | ------------------------------------------------------------------------------- | ------- |
|          | Alberto Vittorio di Sassonia-Coburgo-Gotha | 8 gennaio 1864 | Morì celibe. | 24 maggio 1890                     | 14 gennaio 1892 | Figlio maggiore di Alberto Edoardo, principe di Galles. Morì senza discendenza. |         |